# جلينكور
جلينكور هي شركة بريطانية سويسرية متعددة الجنسيات للتجارة والتعدين ومقرها في بار ، سويسرا، ومكتبها المسجل في سانت هيلير ، جيرسي . تم إنشاء الشركة الحالية من خلال دمج جلينكور مع اكستراتا في 2 مايو 2013. اعتبارًا من 2015 ، احتلت المرتبة العاشرة في قائمة فورتشن غلوبال 500 لأكبر الشركات في العالم.
وباعتبارها شركة جلينكور الدولية ، فقد كانت الشركة بالفعل واحدة من أكبر الشركات المنتجة وتسويق السلع المتكاملة في العالم. كانت أكبر شركة في سويسرا وأكبر شركة لتجارة السلع في العالم، حيث بلغت حصتها في السوق العالمية لعام 2010 60٪ من الزنك القابل للتداول دوليًا، و 50٪ من النحاس القابل للتداول دوليًا، و 9٪ في سوق الحبوب القابلة للتداول دوليًا، و 3٪ في الأسواق الدولية سوق النفط القابلة للتداول.
كان لدى جلينكور عدد من منشآت الإنتاج في جميع أنحاء العالم، وقدمت المعادن والمعادن والنفط الخام ومنتجات النفط والفحم والغاز الطبيعي والمنتجات الزراعية للعملاء الدوليين في صناعة السيارات وتوليد الطاقة وإنتاج الصلب وصناعات تجهيز الأغذية. تم تأسيس الشركة في عام 1994 من خلال الاستحواذ الإداري لشركة مارك ريتش + أيه جي (التي تأسست عام 1974). كانت مدرجة في بورصة لندن في مايو 2011 وكانت مكونًا فوتسي 100 . كان لديها قائمة ثانوية في بورصة هونغ كونغ ، لكنها انسحبت من يناير 2018. بدأت أسهمها في التداول في بورصة جوهانسبرغ في نوفمبر 2013. هيئة الاستثمار القطرية هي أكبر مساهم فيها.